# Baal (obra de teatro)
Baal fue la primera obra de teatro completa escrita por el dramaturgo alemán Bertolt Brecht. Su protagonista es un joven poeta, holgazán y bebedor, que se ve envuelto en varios asuntos sexuales y finalmente incluso en un asesinato. Escrita en 1918, cuando su autor contaba con 20 años de edad y era estudiante en la Universidad de Múnich, Baal constituyó una respuesta al drama expresionista Der Einsame (El solitario) de Hanns Johst, quien pronto se convertiría en dramaturgo nacionalsocialista.
Baal está escrito en una aguzada prosa e incluye cuatro canciones y un himno coral introductorio: el Himno de Baal el Grande, junto a melodías compuestas por el propio Brecht. Su autor compuso la obra antes de desarrollar las técnicas dramatúrgicas del teatro épico que caracterizarán su obra posterior, aunque Brecht retocó la obra en 1926.

## Argumento
La obra narra el declive de un poeta disoluto y bebedor llamado Baal. Este es un antihéroe, que rechaza las convenciones y adornos de la sociedad burguesa. Este punto de partida se aproxima a la tradición alemana del Sturm und Drang, la cual celebra el culto al genio que vive al margen de las convenciones sociales que podrían destruirle. Baal, que deambula por la campiña buscando trifulcas y mujeres a las que cortejar, logra seducir a una joven, Johanna, que tras ello se ahoga. Baal también rechaza y abandona a su amante preñada, Sophie. E incluso asesina a su amigo Ekart, convirtiéndose en un fugitivo de la policía. Desafiantemente distante de las consecuencias de sus acciones, Baal es sin embargo derribado por su libertinaje, muriendo solo en un refugio forestal, abandonado, y dejando como estela de su paso los cuerpos de doncellas desfloradas y de amigos asesinados.
- Datos: Q797471